# 12115 Robertgrimm
12115 Robertgrimm este un asteroid din centura principală de asteroizi.

## Descriere
12115 Robertgrimm este un asteroid din centura principală de asteroizi. A fost descoperit pe 16 septembrie 1998 în cadrul proiectului CSS. Asteroidul prezintă o orbită caracterizată de o semiaxă mare de 3,23 ua, o excentricitate de 0,09 și o înclinație de 17,8° în raport cu ecliptica.